# Estering

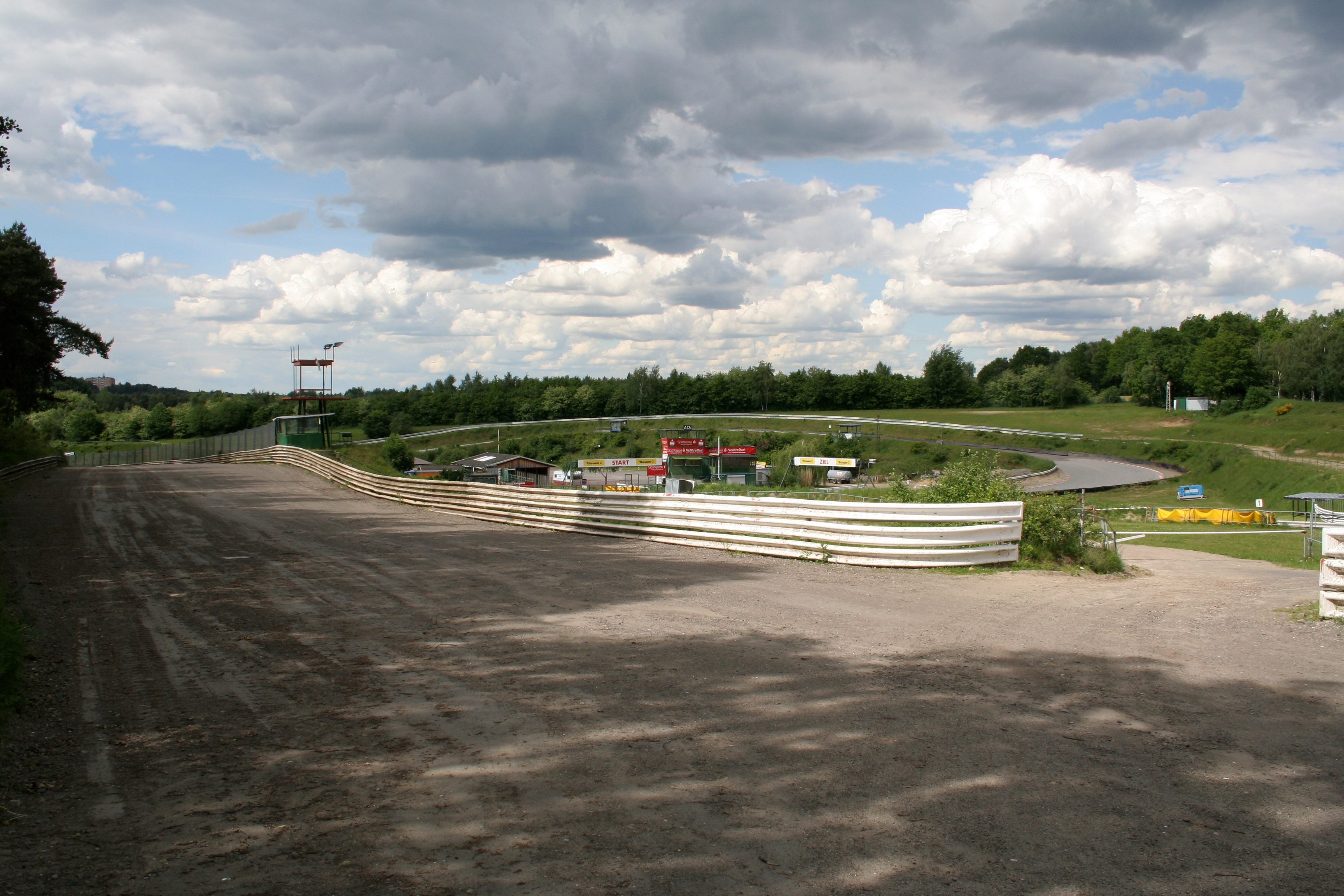
Blick vom Rennstrecken-Haupteingang auf den Estering

Der Estering ist eine permanente Motorsport-Rennstrecke für Rallycross-Wettbewerbe in Buxtehude, etwa 35 km südwestlich von Hamburg gelegen. Er
befindet sich im Estetal, etwa 1,5 km außerhalb südlich der Stadt (ab der B 73 die L 141 in Richtung Moisburg und Hollenstedt fahren), zwischen den Ortschaften Eilendorf und Pippensen/Heimbruch.

## Geschichte

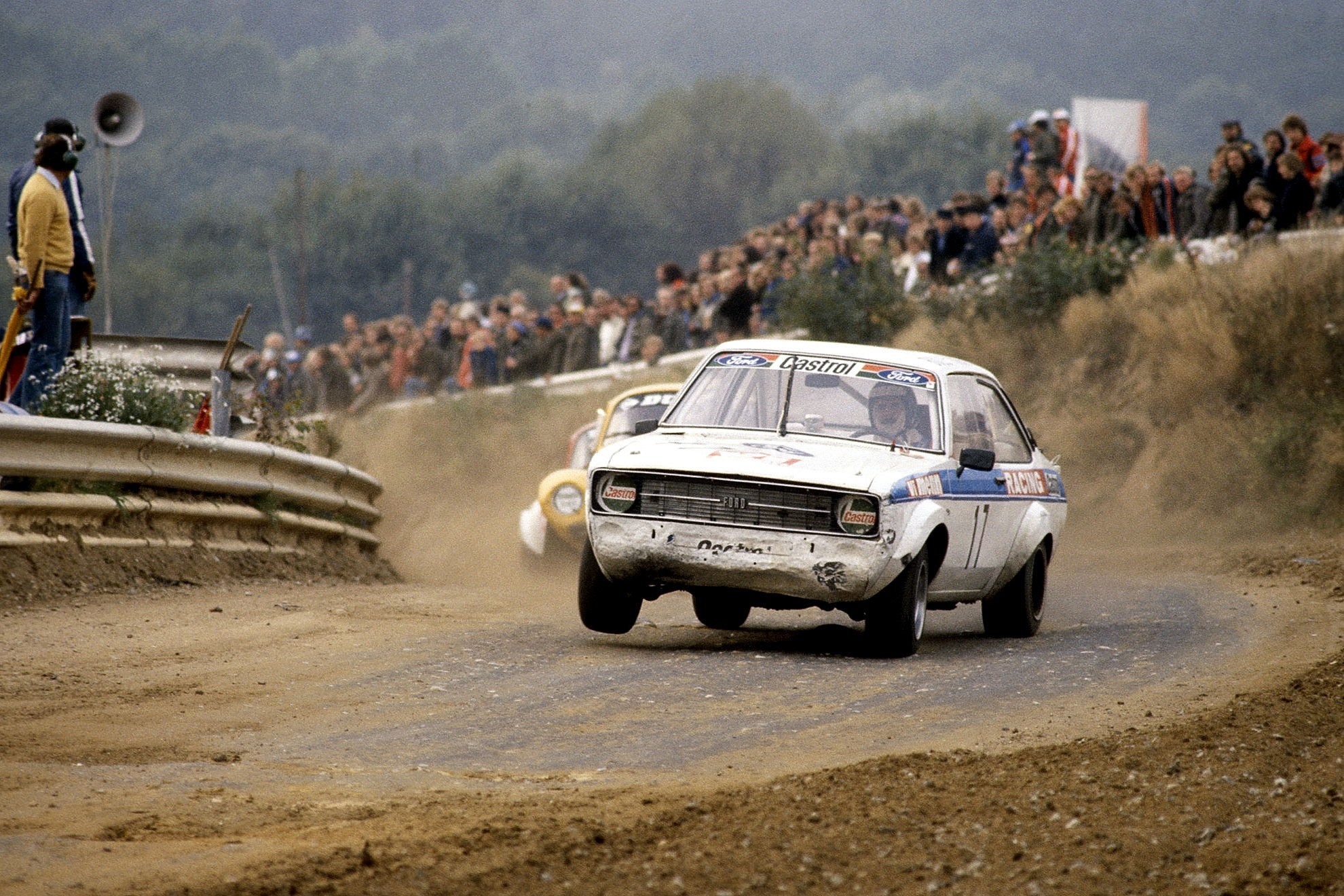
1979: Gunnar Kittilsen im Ford Escort RS1800 auf der „Höhengerade“

Die Rennstrecke wurde 1972 auf Initiative des damaligen Vereinsvorsitzenden des Automobilclubs Niederelbe e. V., Bernd Ziskofen, errichtet, um der Disziplin des Rallycross eine Veranstaltungsstätte in Deutschland zu schaffen. Unter der Leitung des Automobilclubs Niederelbe e. V. im ADAC (ACN Buxtehude) finden dort seitdem jährlich bis zu vier internationale Rallycross-Veranstaltungen statt. Das erste dieser Rennen wurde am 21. Mai 1972, dem Tag der deutschen Rallycross-Premiere ausgetragen. Gesamtsieger wurde damals Jan de Rooy auf DAF 555 Coupé 4×4 mit Cosworth-BD-Motor.
Lediglich 1983 und 2007 gab es wegen rechtlicher Auseinandersetzungen um die Betriebsgenehmigung bzw. finanzieller Schwierigkeiten keine Veranstaltungen auf dem Estering.
Im Rahmen des EM-Laufes 2010, der erneut Mitte August stattfand, wurden auf dem Estering auch erstmals die sogenannten Joker Lap ausgefahren. Dafür entstand Mitte 2010 im Bereich von Start und Ziel eine rund 150 Meter lange etwas langsamere Alternativroute, die von jedem Teilnehmer einmal in jedem Einzelrennen befahren werden muss.

## Veranstaltungen

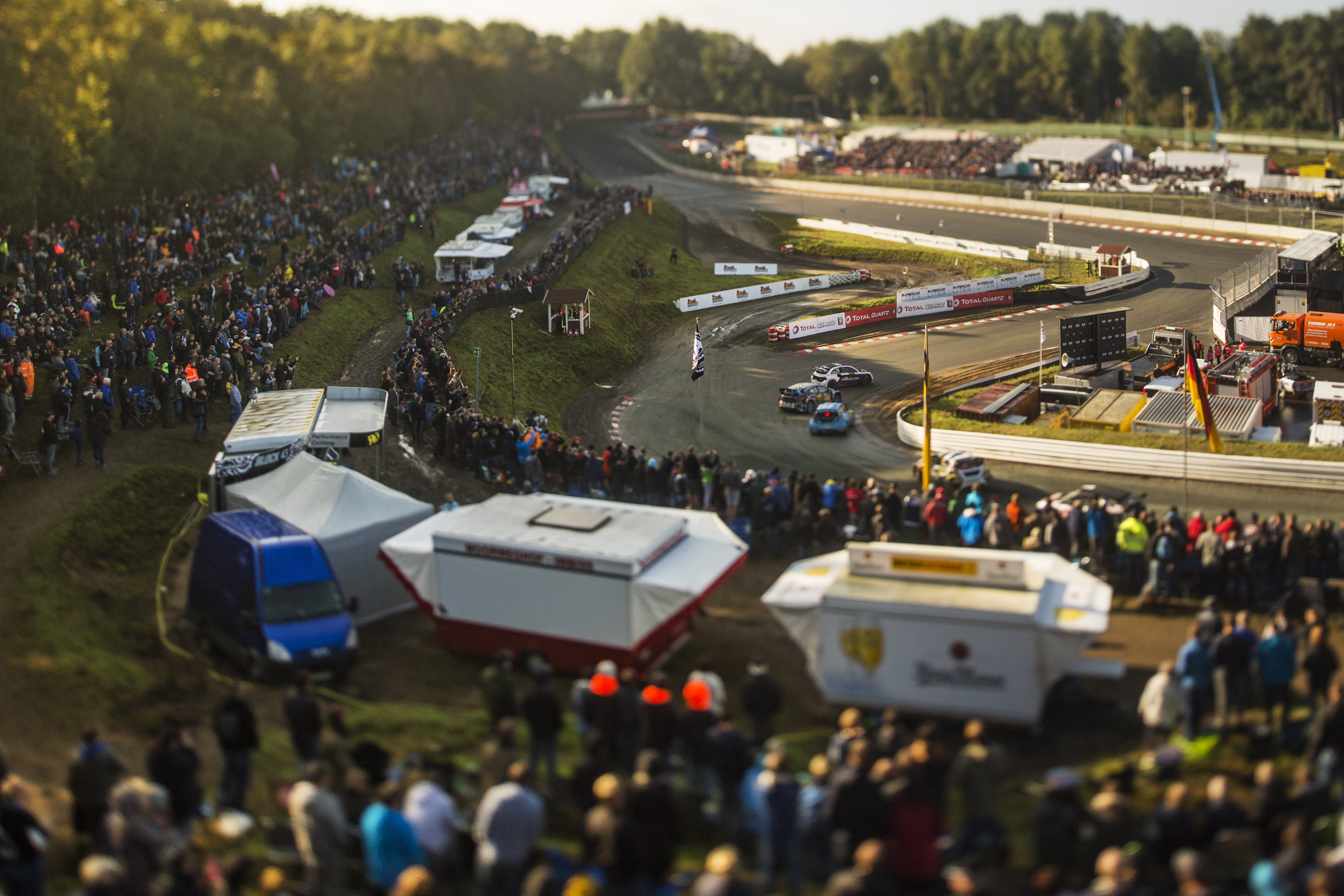
Estering, FIA World Rallycross 2017, Bereich der Jokerlap

Der Estering gilt als Keimzelle des deutschen Rallycross-Sports. Von 1978 bis 1984 wurde der „Estering-Pokal“ von den deutschen Rallycross-Veranstaltern ausgeschrieben, der ab 1985 zur Deutschen Rallycross-Trophäe aufgewertet wurde und ab 1987 von der ONS den Namen Deutsche Automobil-Rallycross Trophäe erhielt. Im Jahr 1990 wurde die Pokalserie zu einer vollwertigen Meisterschaft aufgewertet und wird seitdem als Deutsche Rallycross Meisterschaft ausgetragen. Inzwischen fanden über 50 Rennen der deutschen Serie auf der Strecke bei Buxtehude statt, die in ihrer jüngeren Geschichte zumeist zweimal pro Saison Schauplatz für diese Rennserie ist.
Das letzte Rennen jeder Saison war zumeist auch der Endlauf zur FIA Rallycross-Europameisterschaft für Fahrer, der seit Jahren tausende Zuschauer aus dem In- und Ausland nach Buxtehude lockte. Nachdem dieser EM-Lauf einzig im Jahre 1983 wegen einer einjährigen Schließung der Anlage abgesagt werden musste, gab es auch 2007 keinen Wertungslauf zum Europa-Championat auf dem Estering, weil man das Rennen zu spät und nicht ordnungsgemäß bei der FIA angemeldet hatte. Für 2008 vergab der Weltautomobilsport-Verband das EM-Finale erneut nach Buxtehude. 2011 gab es wegen einer schlechten Bewertung der Veranstaltung 2010 erneut keinen EM-Lauf auf dem Estering. Ende der Saison 2019 fand dort vorläufig das letzte EM-Finale statt, das in Folge wegen der Auswirkungen der weltweiten COVID-19-Pandemie seitdem auf der Strecke pausiert.
Am 20. und 21. September 2014 wurde zum ersten Mal ein Lauf der FIA World Rallycross Championship auf dem Estering ausgetragen. Die WM gastierte bis 2018 fünfmal in Folge auf der Strecke.
Daneben ist die Strecke auch regelmäßiger Bestandteil der deutschen Autocross-Meisterschaft sowie einiger Serien aus dem europäischen Umland.

## Daten zum Estering

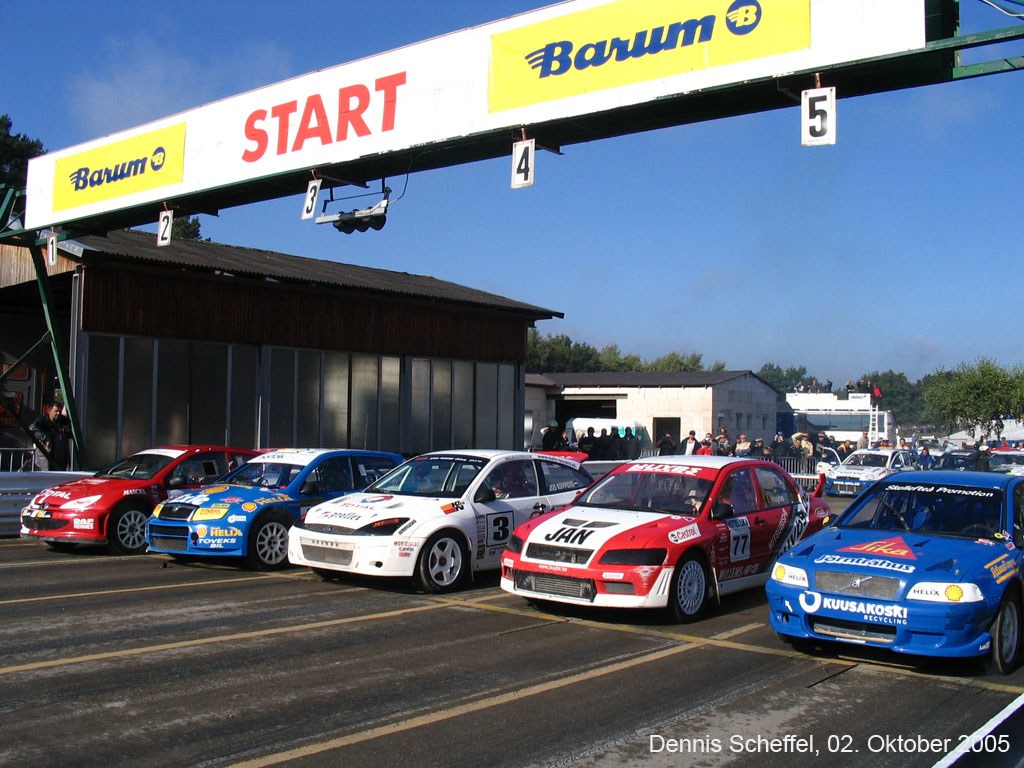
Startaufstellung eines Rennens des Rallycross-EM-Laufes 2005

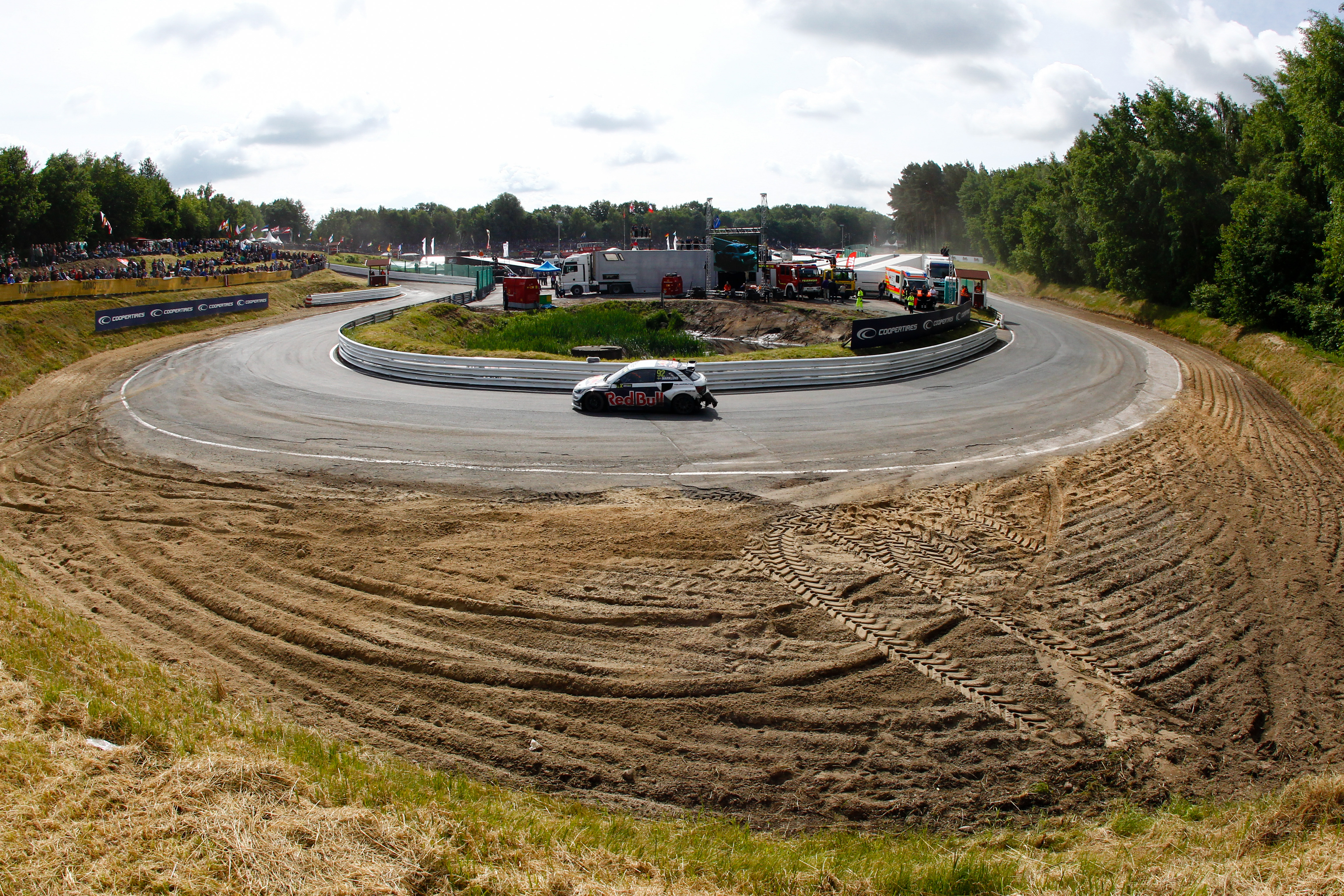
Nord-Westkurve, World Rallycross 2015

- Streckenlänge: 952 Meter (928 Meter mit Jokerlap)
- Länge der asphaltierten Startgeraden: 125 Meter
- Streckenbelag: ca. 60 % Asphalt und 40 % Schotter
- Streckenbreite: 10 bis 16 Meter
- Maximale Starterzahl: 8 Fahrzeuge
- Höchstgeschwindigkeit: ca. 180 km/h (für Rallycross-Fahrzeuge)
- Maximale Zuschauerzahl: ca. 15.000
- Stellplätze im Fahrerlager: ca. 90
- Besucherparkplätze in unmittelbarer Ringnähe: ca. 2.500